# ميتشكو إشمور
ميتشكو إشمور (باليابانية: 石牟礼道子)، (مواليد 11 مارس 1927 - 10 فبراير 2018)، هي كاتبة وناشطة يابانية. حصلت سنة 2003 على جائزة رامون ماجسايساى لتعريفها في كتاباتها عن مرض ميناماتا.

## اعمالها
- Paradise in the Sea of Sorrow: Our Minamata Disease (1969)
- Story of the Sea of Camellias (1976)
- Lake of Heaven (2008)

## روابط خارجية
- ميتشكو إشمور على موقع IMDb (الإنجليزية)